# Esop (film din 1970)
Еsоp (titlul original: în bulgară Езоп, transliterat: Ezop) este un film dramatic de coproducție bulgaro-cehoslovacă, realizat în 1970 de regizorul Ranghel Vălceanov, protagoniști fiind actorii Gheorghi Kaloiancev, Dorotea Tonceva, Violeta Antonova și Stoianka Mutafova.

## Rezumat
Acțiunea filmului este plasată pe Insula Samos din Marea Egee, timpul aproximativ 600 î.Hr. În târg, captivii din Frigia sunt vânduți ca sclavi. Frumoasa Rhodopis ar prefera să-și ia viața, dar fostul ei sclav Asarakos, cunoscut sub numele de Esop, o liniștește. Comandantul armatei Polifem este primul care a cumpărat fata. Apoi devine sclava poetei Sappho, care o dă faraonului egiptean Amasis. Mândrul preot delfic Kobon examinează dinții lui Esop înainte de a-l cumpăra, iar Esop îi mușcă degetul, pentru care primește o biciuire.
Esop este extrem de spiritual și răutăcios și comentează fiecare situație în care se află cu un avertisment fabulos asupra pericolelor pierderii libertății și democrației. La o festivitate organizată de Sappho, acesta ascultă în secret o lectură de poezie și fermecat, uită că este sclav. Noaptea se întâlnește cu Rhodopis, care cochetează deschis cu bărbatul îndrăgostit. Gelosul Amasis își duce amanta și sclava Rhodopis în Egipt. Esop tânjește să-și câștige libertatea pentru a se putea alătura iubitei sale, dar se trezește victima jocurilor de putere printre împărații epocii sale. El câștigă libertatea pe care a dorit-o, dar Kobon nu a uitat de răzbunare. El plasează un pahar de aur printre bunurile lui Esop și îl condamnă la moarte pentru furt. Nicio persoană care a beneficiat de inteligența sa natală, inclusiv Rhodopis, nu pledează în favoarea lui, iar Esop este aruncat de pe o stâncă.

## Distribuție
- Gheorghi Kaloiancev – Esop
- Dorotea Tonceva – Rodopis
- Violeta Antonova – Sappho
- Stoianka Mutafova – Casandra
- Djoko Rosici – mesagerul la Kres
- Konstantin Koțev – ghicitorul
- Petăr Vucikov – primul mesager la Kres
- Dimităr Bocev – straja
- Naiceo Petrov – negustorul de sclavi
- Ranghel Vălceanov –
- Miroslav Machácek – doctorul Polifimos
- Radovan Lukavský – Kobon
- Josef Abrhám – vânzătorul de papuci
- Josef Kemr – filozoful Xantos

## Lansare
Filmul a avut premiera în Bulgaria pe data de 26 iunie 1970.
În România premiera filmului a avut loc la data de 21 iunie 1971 la cinematograful „Capitol” din capitală.

## Trivia
Când regizorul bulgar Ranghel Vălceanov a filmat o biografie stilizată, sculpturală din punct de vedere teatral și prezentatoare a celebrei fabule antice esopiene la sfârșitul anilor 1960, nu avea idee că filmul va ajunge printre filmele interzise. Părea inacceptabil conducătorilor vremii că personajul principal tânjește după libertate și independență, dornic să-și dea viața pentru convingerile sale. Nu le-a plăcut că sclavul Esop dezvăluie nelegiuirile stăpânilor săi și proclamă că dacă este necesar, aceștia trebuie să fie înfruntați.